# Штефан Штангль
Штефан Штангль (нім. Stefan Stangl, нар. 20 жовтня 1991, Вагна, Австрія) — австрійський футболіст, лівий захисник німецького клубу «Веен».

## Ігрова кар'єра
Народився 20 жовтня 1991 року в комуні Вагна. Вихованець юнацької команди клубу «Штурм».
У дорослому футболі дебютував 2009 року виступами за команду «Штурм II», в якій провів два сезони, взявши участь у 66 матчах чемпіонату. За два роки почав виступати за основний склад команди. Відіграв за команду «Штурм» наступний сезон.
2012 року уклав контракт із клубом «Гредіг», де провів наступний сезон.
Згодом з 2012 по 2014 рік грав у складі команд клубів «Горн» та «Вінер-Нойштадт».
2014 року перейшов до віденського «Рапіда», де провів протягом двох років 41 гру в першості Австрії. 2016 року уклав контракт із зальцбурзьким «Ред Буллом». У цій команді основним гравцем не став, 2018 року віддавався в оренду до віденської «Аустрії».
2019 року провів одну гру у складі братиславського «Слована», а згодом два матчі на батьківщині за «Санкт-Пельтен».
Влітку 2020 року став гравцем німецького третьолігового «Тюркгюджю», а за рік перейшов до представника того ж дивізіону «Веена».

## Досягнення
- Чемпіон Австрії (1):

«Ред Булл»: 2016/17
- Володар Кубка Австрії (1):

«Ред Булл»: 2016/17
- Чемпіон Словаччини (1):

«Слован»: 2018/19